# هنگامی که رؤیاها به حقیقت می‌پیوندند
هنگامی که رؤیاها به حقیقت می‌پیوندند (انگلیسی: When Dreams Come True) یک فیلم کوتاه کمدی به کارگردانی مک سنت است که در سال ۱۹۱۳ منتشر شد.

## گزیدهٔ بازیگران
- راسکو آرباکل
- فرد میس
- میبل نورماند
- فورد استرلینگ
- هنک من
- چارلز اینسلی